# محمدتقی رازی
محمدتقی رازی اصفهانی، شیخ رازی یا محمدتقی ایوانکی ورامینی معروف به صاحب حاشیه، سر سلسلهٔ خاندان نجفی اصفهانی است. صاحب کتاب هدایه المسترشدین است که به صاحب حاشیه نیز معروف است. در بین سال‌های (۱۱۸۷–۱۱۸۵ هـ. ق) در شهرستان ایوانکی به دنیا آمد که تا قبل از انقلاب اسلامی جزء منطقه ورامین بوده‌است، بنابراین به محمدتقی ایوانکی ورامینی تهرانی حائری اصفهانی خوانده شد. وی سر سلسله خاندان مسجد شاهیان بوده که در حدود سال (۱۲۲۰ هـ. ق) به اصفهان آمده و آن جا را برای سکونت دائمی خود انتخاب کرده‌است. محمد حسین اصفهانی ایوانکی ورامینی صاحب کتاب فصول (کتابی پراهمیت در علم اصول)، برادر وی بوده‌است.
شایان ذکر است که از  مجالس درس اصول، می‌توان به مجلس حاج محمدابراهیم کرباسی (متوفی 1261ق) و آقــاشــیــخ مـحـمـدتـقـی نجفی رازی (متوفی 1248ق) و شاگرد برجسته او، حاج ملاحسینعلی تویسرکانی (متوفی 1286ق) عالم محقق و فقیه جامع، مجتهد اصولی، صاحب فصل‌الخطاب در اصول اشاره کرد.
ضمنا درباره محضر درس علامه رازی نقل شده است که باشکوه‌ترین درس آن زمان در تمامی حوزه علمیه شیعه بود. صاحب روضات‌الجنات که از استاد خویش علامه رازی به استادالکل فی الکل تعبیر کرده است، تصریح می‌کند که نزدیک به 300 نفر از فضلا و بزرگان در مجلس درس او حضور می یافته اند.

## خانواده
وی برادر محمد حسین حائری اصفهانی معروف به صاحب فصول و داماد جعفر کاشف الغطا است. وی با یکی از دختران کاشف الغطا به نام نسمه خاتون (متوفای حدود ۱۲۹۵ هـ. ق) ازدواج نموده‌است. محمدباقر نجفی اصفهانی حاصل این ازدواج است. فرزندان محمدباقر نجفی اصفهانی عبارتند از:
1. آقا نجفی اصفهانی (صاحب فقه امامیه و اشارات الایمانیه)
2. محمد حسین نجفی (صاحب تفسیر مجدالبیان)
3. محمد علی نجفی (معروف به ثقةالاسلام)
4. نورالله نجفی اصفهانی (صاحب کتاب مقیم و مسافر)
5. جمال الدین نجفی
6. اسماعیل نجفی[۵]

## استادان
- محمدباقر وحیدبهبهانی
- جعفر کاشف‌الغطا
- سید محمد مهدی بحرالعلوم
- سید علی طباطبایی حائری (صاحب ریاض)
- سید محسن اعرجی کاظمی[۶]

## حوزه علمیه اصفهان
قرن سیزدهم هجری یکی از درخشان‌ترین دوره‌های علمی شهر تاریخی اصفهان است. در ربع اول این قرن یکی از چهره‌های درخشان علم و دانش و بزرگان از مجتهدان که به اصفهان مهاجرت نموده و این شهر را وطن خود قرار داده و به تأسیس حوزه علمیه پرداخته‌است، محمدتقی رازی نجفی اصفهانی است.
تعداد شرکت کنندگان در درس محمدتقی رازی را تا چهار صد نفر نوشته‌اند. که با توجه به جمعیت اصفهان در آن روز و اهل علم و حوزه موجود در آن وقت و معاصر بودن رازی با «سید محمدباقر شفتی» که ریاست آن زمان اصفهان با او بوده، می‌توان گفت تقریباً تمام طلاب مستعد و فاضل و درس خوان اصفهان در درس وی حاضر می‌شده‌اند و اولین حوزه درس در آن زمان متعلق به او بوده‌است.
عباس قمی در مورد درس وی می‌نویسد:
«... در اصفهان سکنی نمود، فضلا در درس او اجتماع کردند، مجلس درسش مجمع فضلا گردید.»

## شاگردان
- ملا هادی سبزواری.
- شیخ فضل‌الله نوری.
- سید محمدباقر خوانساری[۱۰]
- احمد خوانساری.
- محمد تقی گلپایگانی.
- سید محمد صادق موسوی خوانساری چهار سوقی.
- محمد تقی هروی اصفهانی حائری.
- سید محمد حسن مجتهد موسوی.
- سید حسن مدرس مطلق.
- حسن رضوی مشهدی.
- میرزای شیرازی
- حسین ورنامخواستی لنجانی اصفهانی.
- حسین‌علی تویسرکانی
- محمد مهدی کرمانشاهی.
- داوود خراسانی اصفهانی.
- زین‌العابدین گلپایگانی.
- محمد صادق قمی.
- عبدالجواد تونی
- علی قزوینی زنجانی.
- فتح‌الله شاردی قزوینی.
- سید محمد صادق خاتون آبادی
- مهدی کجوری شیرازی.
- هدایت الله ابرسجی شاهرودی خراسانی.
- محمد حسین اصفهانی حائری.
- عبدالعلی نحوی هرندی
- محمد تهرانی.

## تالیفات
- هدایةالمسترشدین فی شرح اصول معالم الدین
- تبصره الفقهاء
- رساله‌ای در عدم تفطیر توتون
- رساله‌ای در فساد شرط ضمن عقد.
- رساله صلاتیه
- رساله در حجیت مظنه
- رساله عملیه، فارسی
- رساله‌ای در بحث دوران امر بین اقل و اکثر در علم اصول[۱۱]

## جایگاه علمی
آنچه می‌توان به قطع و یقین گفت این است که: علامه محقق و فقیه و اصولی مدقق محمد تقی رازی نجفی اصفهانی از عالمان محقق مکتب امامیه است و در فقه و علم اصول صاحب آرا و افکار مشهوری است که اصولی‌ها و فقیهان بعد از او پیوسته پیرامون افکار و اقوال او به بحث و تحقیق پرداخته و از آن‌ها متأثر گردیده‌اند. صاحب روضات الجنات که از شاگردان وی است دربارهٔ او می‌نویسد:
شیخ از برترین علمای عصر خویش در فقه و اصول بود؛ بلکه نسبت به سایرین از دید و نظر بالاتری در علوم معقول و منقول برخوردار بود
شاهد بر این مدعا آثاری است که از رازی باقی‌مانده‌است که در این میان می‌توان به کتاب «هدایةالمسترشدین» اشاره کرد. این کتاب در اصول فقه نگارش یافته و از مهم‌ترین کتاب‌های اصول بین متأخرین است و همواره مورد نظر و عنایت دانشمندان بوده‌است و احاطه و تحقیقات عمیق و افکار بلند شیخ در این کتاب به خوبی پیداست.
آقا بزرگ تهرانی در این باره می‌نویسد:
... این کتاب (هدایةالمسترشدین) بر احاطه شیخ و تبحر و تحقیق ایشان در علم اصول حکایت می‌کند و همیشه آرا و نظریات شیخ مورد بحث و گفتگوی افاضل از حوزویان بوده‌است.

## درگذشت
رازی در روز جمعه نیمه شوال سال (۱۲۴۸ هـ. ق) در سن حدود شصت سالگی در شهر اصفهان درگذشت. عباس قمی می‌نویسد: 
محمد ابراهیم کلباسی بر او نماز گذارد.
در روضات الجنات، ص ۱۳۱ آمده‌است که سیدمحمدباقر شفتی بر پیکر او نماز خواندند.
وی در تخت فولاد در بقعه وسط تکیه مادر شاهزاده به خاک سپرده شد.